# Scorpaena brachyptera
Scorpaena brachyptera behoort tot het geslacht Scorpaena van de familie van schorpioenvissen. Deze soort komt voor in het westen van de Atlantische Oceaan van Florida tot Panama en Venezuela op diepten van 45 tot 120m. Zijn lengte bedraagt zo'n 7.5 cm.